# 19e bataillon de chars de combat
Le 19e bataillon de chars de combat (19e BCC) est une unité de chars de l'armée française. 
Le 19e bataillon de chars légers (19e BCL) est créé pendant la Première Guerre mondiale au sein du 507e régiment de chars. Devenu le premier bataillon de ce régiment (1/507e RCC), le 19e BCC devient une unité formant corps à la mobilisation de 1939. À l'issue de la bataille de France, le bataillon est dissout.

## Historique du19eBCL
Le 19e bataillon du 507e régiment d'artillerie spécial est créé le 4 août 1918 au camp de Cercottes. Il regroupe les 355e, 356e et 357e compagnies, créées en juillet. Le régiment rejoint le camp de Bourron puis le camp de Mailly. Il est mis à la disposition de la 1re armée le 15 octobre. Le 19e BCL part ce jour-même pour Saint-Quentin. Le bataillon regroupe 68 Renault FT.
Arrivé à la gare de Saint-Quentin le 16 octobre, il reçoit l'ordre d'aller soutenir l'attaque que le 15e corps va lancer le lendemain matin. Malgré de graves difficultés liées à l'absence de camions adaptés au transport des chars, deux des compagnies arrivent à temps pour l'attaque : la 355e soutient l'attaque du 411e régiment d'infanterie (RI) en direction de Grougis et Tupigny et la 356e celle du 17e bataillon de chasseurs à pied et du 28e bataillon de chasseurs alpins de la 66e division d'infanterie vers Petit-Verly. Soutenu par les chars, le 411e RI prend Grougis à 10 h 30 tandis qu'au soir les chasseurs ont avancé mais n'ont pas pris Petit-Verly. Le 18, les deux sections disponibles de la 355e soutiennent l'attaque du 411e RI dans l'après-midi. La 66e division repart à l'attaque, en deux vagues : en tête, la 357e compagnie doit soutenir le 2e groupe de chasseurs puis la 356e compagnie avec le 7e groupe de chasseurs. La 357e s'égare et la 356e rejoint les premières lignes de l'attaque lancée au matin du 18. Les chasseurs prennent Petit-Verly et la section Vernant de la 356e va même soutenir l'attaque du 112e régiment d'infanterie voisin sur Mennevret. À 11 h, les Allemands reprennent Petit-Verly et la 357e participe avec succès à la contre-attaque victorieuse des chasseurs. Les Allemands retraitent le 18 au soir et les chars ne reprennent pas contact avec leur ennemi. Le bataillon quitte Petit-Verly le 22 octobre, laissant seulement 6 chars irrécupérables.
Le 26 octobre, les trois bataillons du régiment soutiennent l'attaque de la 47e division de chasseurs qui doit exploiter la prise de Villers-le-Sec. Le 19e BCL, surtout la 357e placée en tête, appuie le 6e groupe de chasseurs qui prend Pleine-Selve. Il continue de soutenir ce groupe le 27 et le 30 octobre. Le régiment et ses trois bataillons sont cités à l'ordre de l'armée pour leur action entre le 26 et le 30 octobre.
Le 507e régiment repasse en réserve le 1er novembre. Il doit soutenir la 126e division d'infanterie le 5 novembre 1918 destinée à exploiter la percée du front allemand mais ces derniers reculent tant que les premières lignes françaises exploitent elles-mêmes leur succès. Revenus à Saint-Quentin, le 507e y reste jusqu'en février 1919, sans moyens de transport. Le régiment passe le Rhin en mars 1919. Mi-novembre, le 19e et le 20e BCL rejoignent Metz, nouvelle garnison du 507e.
En 1920, le 19e bataillon du 507e devient le 1er bataillon du 507e.

## Historique du19eBCC

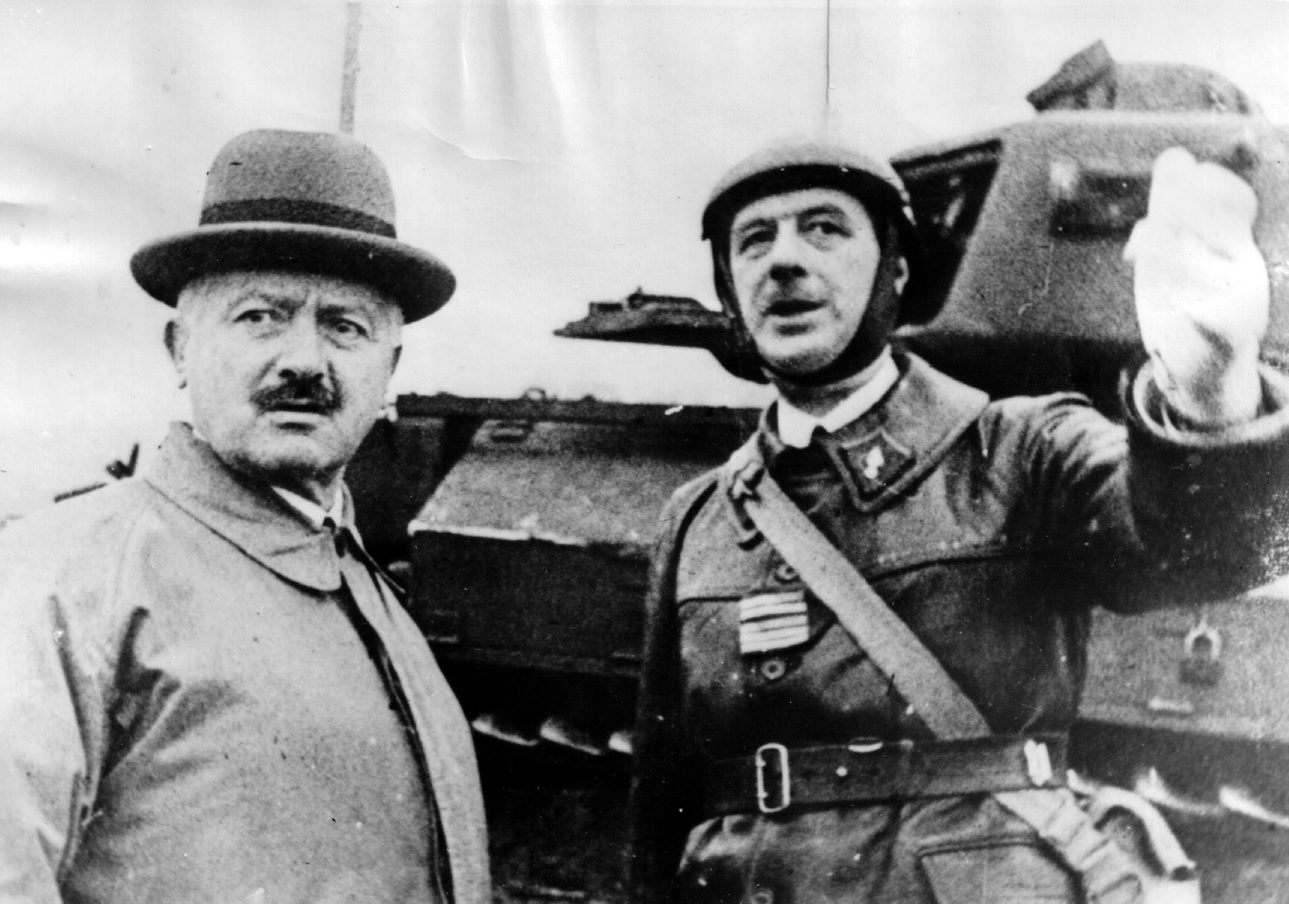
Le colonel de Gaulle, chef des chars de la 5e armée et ancien commandant du présente les D2 du au président Lebrun le 21 octobre 1939 à Goetzenbruck.

Le 27 août 1939, le premier bataillon du 507e devient le 19e bataillon de chars de combat, après la mobilisation de l'échelon B de ses réservistes. Il est équipé de chars D2 de la première série produite, à canon de 47 mm SA 34.
Finalement affecté au GBC 517, le bataillon se sépare le 26 avril 1940 de sa 1re compagnie, qui devient la 345e CACC (compagnie autonome de chars de combat) désignée pour appuyer le Corps expéditionnaire français en Scandinavie.
Ainsi, lorsque débutent les hostilités le 10 mai 1940, le 19e BCC dispose de 44 chars pour seulement 30 équipages et deux compagnies sur trois sont équipés du nouveau canon de 47 mm SA 35. 
Le 27 mai, des éléments des 2e et 3e compagnies du 19e BCC sont chargées d'appuyer la 7e DIC lors d'une offensive dans la région d'Amiens. Sur les 15 blindés engagées au départ, 12 participeront effectivement à l'attaque. Le bilan est à nouveau très lourd car 8 chars sont perdus.
Le 16 juillet 1940, le bataillon remet ses chars survivants au parc de Périgueux. Les soldats du régiment commencent à être démobilisés. Le 19e BCC est finalement dissout le 31 juillet 1940.

## Historique de la345eCACC
Mise sur pied le 26 avril 1940, la compagnie perçoit alors 15 chars D2 de nouvelle fabrication en remplacement de ses D2 plus anciens.
Les 14 chars D2 de la 345e CACC, sous les ordres du capitaine Idée, sont répartis en quatre sections de trois chars, un char de commandement et un char d'échelon. La 345e CACC du capitaine Idée ne sera finalement pas envoyé en Norvège. La compagnie est affectée à la toute nouvelle 4e DCr et combat le 17 mai 1940 sous le commandement du colonel Charles De Gaulle à Montcornet, au nord-est de Laon, contre des éléments de la 1re Panzerdivision. Alors qu’elle vient de rejoindre le 19e BCC, elle est à nouveau engagée les 19 et 20 mai contre les IR 119 et 75 (régiments d’infanterie allemands), à Crécy-sur-Serre et Festieux. Réintégrée le 21 mai au 19e BCC, la compagnie retrouve les chars laissés à sa création et redevient la 1re compagnie du bataillon. Au total, lors de ces trois jours de combat dans la région de Laon, la 345e CACC perd 10 chars soit plus des deux tiers de ses effectifs initiaux.

## Ordres de bataille

### Août 1918
- Chef de bataillon : commandant Hallez[1]
  - Adjoints : lieutenants Constantin et Maxwell[1]
  - Médecin : major Bonnet[1]
- 355e compagnie : capitaine Frisch[1]
  - Trois sections de cinq[9] chars : lieutenants Poudroux et Aubry, aspirant Wolf[1]
  - Échelon : lieutenant Malmenaite[1]
- 356e compagnie : lieutenant Begarie[1]
  - Trois sections de cinq chars : lieutenants Lefebvre, Vernant, Daumont[1]
  - Échelon : adjudant Hennequin[1]
- 357e compagnie : lieutenant Eglin[26]
  - Trois sections de cinq chars : lieutenants Caput, Maret, Purtscher[26]
  - Échelon : sous-lieutenant Genévès[26]

### Septembre 1939

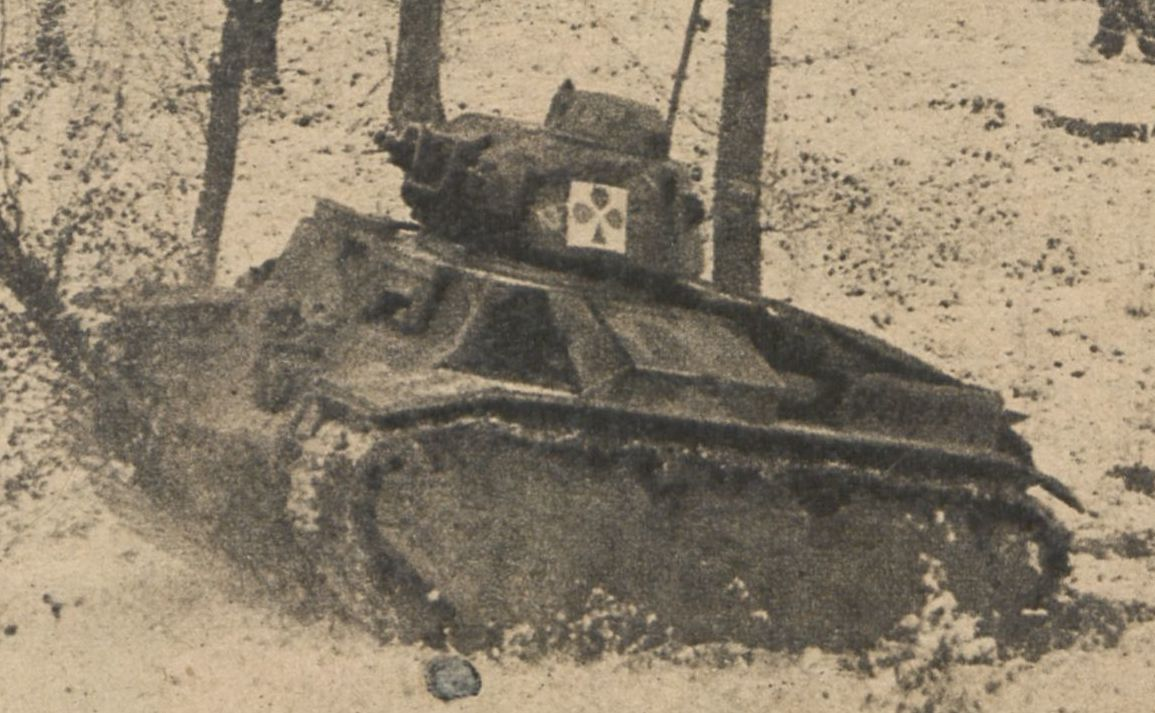
Le char Neerwinden de la 4e section de la 1re compagnie, près d'Althorn début janvier 1940.

- Chef de bataillon : commandant Ayme[4]
  - Autres responsables à l'état-major du bataillon : capitaine Hamel, lieutenants Blaise, Clément, Marois, Briard et médecin adjudant Picoureix[4]
- 1re compagnie : capitaine Foucaud (un char)[4]
  - Quatre sections de trois chars : lieutenant Boudard, sous-lieutenants Clermont, Nouhans, Sergent[4]
  - Échelon : lieutenant Brumeaux[4]
- 2e compagnie : capitaine Berthelot (un char)[4]
  - Quatre sections de trois chars : lieutenant Biette, sous-lieutenants Bourgeois et Cavarrot et lieutenant Bellier[4]
  - Échelon : lieutenant Sot[4]
- 3e compagnie : capitaine Collot (un char)[4]
  - Quatre sections de trois chars : sous-lieutenants Averlon et Henrion, adjudant-chef Gouvernant et sous-lieutenant Renaud[4]
  - Échelon : lieutenants Le Tinier et Bied-Charreton[4]
- Compagnie d'échelon : capitaine Lemut[4]
  - Autres responsables au sein de la compagnie d'échelon : lieutenant Idée, sous-lieutenants Meyer et Bourgeois[4]
- Section de remplacement : adjudant-chef Boileau (six chars)[4]

Le bataillon compte trente officiers, 95 sous-officiers et 572 hommes du rang.

## Devise
La devise du 19e BCC est « tout est possible ». Elle est liée à la faible confiance des hommes dans la qualité du matériel usé qu'ils ont reçu.

## Décoration

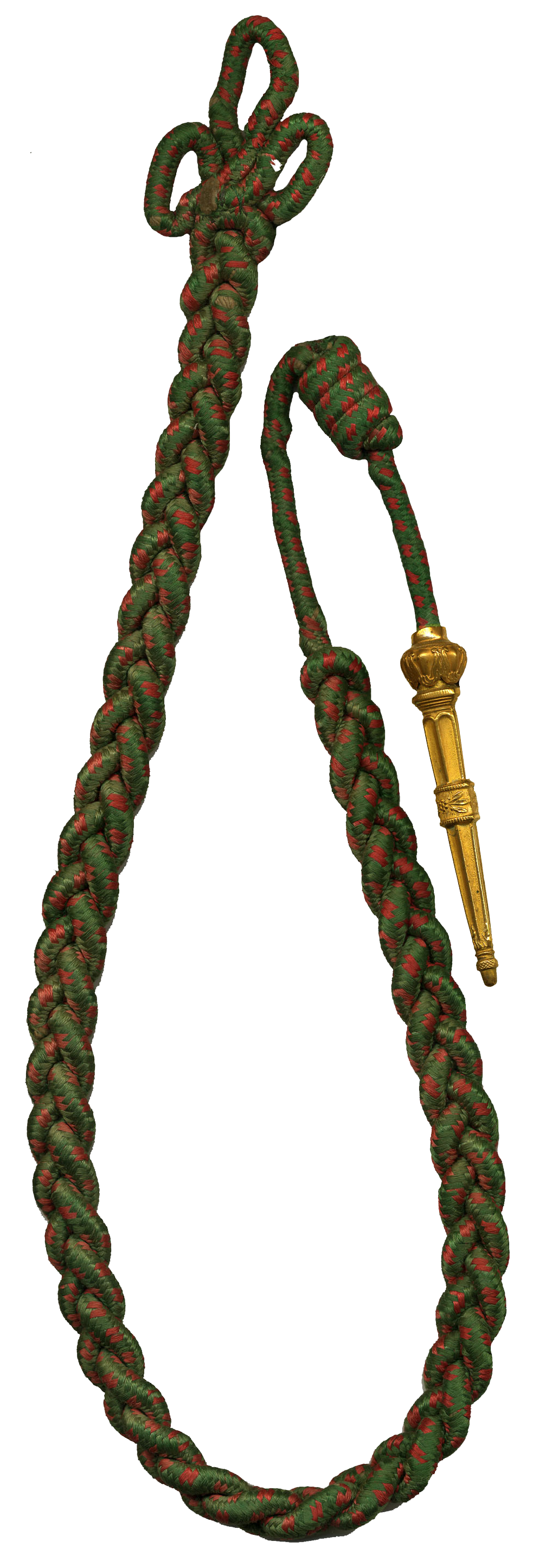
Fourragère aux couleurs de la croix de guerre 1914-1918 telle que portée par le

Le 19e BCL est décoré de la croix de guerre 1914-1918. En conséquence, le 19e BCC porte la fourragère aux couleurs de la croix de guerre 1914-1918.
Le 19e BCC sera cité à l'ordre de l'armée le 21 novembre 1940 pour ses actions en mai-juin 1940.

## Postérité
En 1984, le 1er escadron du 507e RCC recréé reprend les traditions du 19e BCC. Cette unité est aujourd'hui dissoute.

## Chef de corps
- août 1918 : commandant Keller[1]
- août 1918 - 1919 : commandant Hallez[1]
- 1939 - 1940 : commandant Ayme[27]